# Денисюк, Ирина Станиславовна
Ирина Станиславовна Денисюк (род. 22 июля 1969) — российская футболистка, вратарь. Мастер спорта России (1995).

## Биография
В середине 1990-х годов выступала в высшей лиге России за клуб «Калужанка», была основным вратарём команды. Бронзовый призёр чемпионата России 1994 года, полуфиналистка Кубка России 1995 года. Позднее выступала за воронежскую «Энергию», завоевала ряд медалей чемпионата страны, но в этом клубе не была основным игроком.
После окончания игровой карьеры много лет работала тренером в ДЮСШ станицы Брюховецкая Краснодарского края, причём вела занятия не только по футболу, но и по плаванию и гребле.